# تالار مشاهیر بلوز

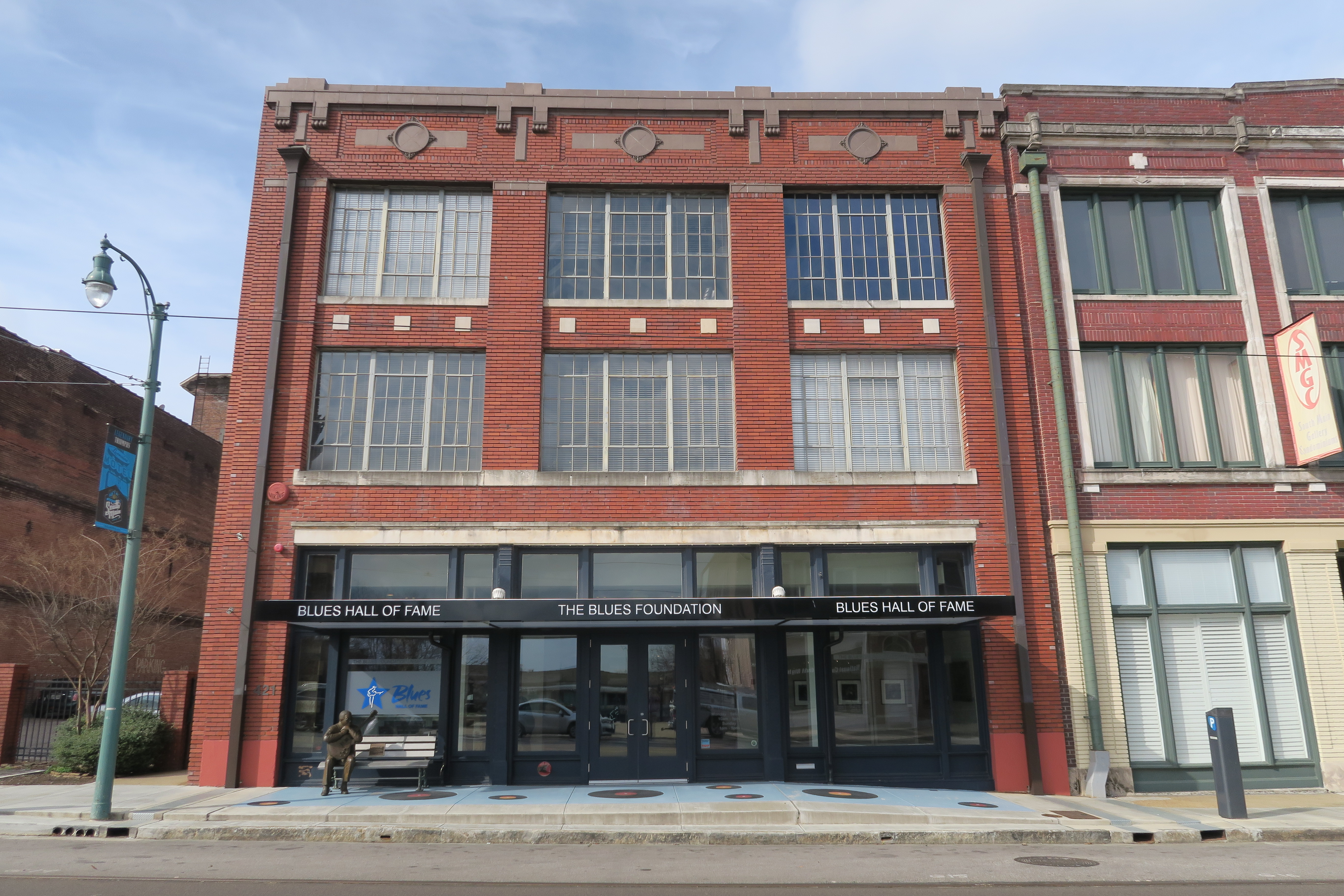
تالار مشاهیر بلوز، ممفیس تنسی.

تالار مشاهیر بلوز (انگلیسی: Blues Hall of Fame) موزه دربارهٔ موسیقی واقع شده در پلاک ۴۲۱ خیابان اصلی در ممفیس تنسی است. درآغاز تالار مشاهیر بلوز یک ساختمان فیزیکی نبود بلکه فهرستی از افرادی بود که به شکل واضحی در گسترش موسیقی بلوز دخیل بوده‌اند. بلوز فاندیشن این فهرست را در سال ۱۹۸۰ تأسیس کرد و شامل نام اجراکنندگان، تهیه‌کنندگان و مستندنگاران بلوز می‌شود. ساختمان این تالار در ۸ مهٔ ۲۰۱۵ به روی عموم گشوده شد.

## فهرست

### اجراکنندگان

#### ۱۹۸۰
- بیگ بیل برونزی
- ویلی دیکسون
- جان لی هوکر
- Lightnin' Hopkins
- سان هاوس
- هاولین ولف
- المور جیمز
- بلایند لمون جفرسون
- رابرت جانسون
- بی.بی. کینگ
- لیدل والتر
- ممفیس مینی
- مادی واترز
- چارلی پاتن
- جیمی رید
- بسی اسمیت
- Otis Spann
- تی-بون واکر
- سانی بوی ویلیام‌سون اول
- Sonny Boy Williamson II

#### ۱۹۸۱
- بابی بلاند
- Roy Brown
- Blind Willie McTell
- Professor Longhair
- Tampa Red

#### ۱۹۸۲
- Leroy Carr
- ری چارلز
- Big Walter Horton
- فردی کینگ
- Magic Sam

#### ۱۹۸۳
- لوئیس جردن
- آلبرت کینگ
- Robert Nighthawk
- ما رینی
- بیگ جو ترنر

#### ۱۹۸۴
- Otis Rush
- Hound Dog Taylor
- بیگ ماما تورنتون

#### ۱۹۸۵
- چاک بری
- بادی گای
- J. B. Hutto
- Slim Harpo

#### ۱۹۸۶
- آلبرت کالینز
- تامی جانسون
- لد بلی

#### ۱۹۸۷
- Percy Mayfield
- Eddie Taylor
- سانی تری

#### ۱۹۸۸
- میسیسیپی جان هارت
- لیدل میلتن
- Jay McShann
- جانی وینتر

#### ۱۹۸۹
- Clifton Chenier
- Robert Lockwood Jr.
- Memphis Slim

#### ۱۹۹۰
- بلایند بلیک
- Lonnie Johnson
- Bukka White

#### ۱۹۹۱
- Sleepy John Estes
- بیلی هالیدی
- Mississippi Fred McDowell
- Sunnyland Slim

#### ۱۹۹۲
- اسکیپ جیمز
- Johnny Shines
- بیگ جو ویلیامز

#### ۱۹۹۳
- Champion Jack Dupree
- Lowell Fulson

#### ۱۹۹۴
- آرتور کروداپ
- Wynonie Harris

#### ۱۹۹۵
- Jimmy Rogers

#### ۱۹۹۶
- Charles Brown
- دیوید هانی‌بوی ادواردز

#### ۱۹۹۷
- Brownie McGhee
- کوکو تیلور

#### ۱۹۹۸
- Luther Allison
- Junior Wells

#### ۱۹۹۹
- Clarence "Gatemouth" Brown
- Roosevelt Sykes

#### ۲۰۰۰
- Johnny Otis
- استیوی ری وان

#### ۲۰۰۱
- اتا جیمز
- Little Junior Parker
- روفس توماس

#### ۲۰۰۲
- Ruth Brown
- Big Maceo Merriweather

#### ۲۰۰۳
- فتس دومینو
- Nick Gravenites
- Pinetop Perkins
- Sippie Wallace
- داینا واشینگتن

#### ۲۰۰۴
- بو دیدلی
- Blind Boy Fuller

#### ۲۰۰۵
- Walter Davis
- آیک ترنر

#### ۲۰۰۶
- پال باترفیلد
- James Cotton
- Roy Milton
- Bobby Rush

#### ۲۰۰۷
- دیو بارتولومئو
- دکتر جان
- Eddie "Guitar Slim" Jones
- خواهر رزتا ثارپ

#### ۲۰۰۸
- Jimmy McCracklin
- Mississippi Sheiks
- Hubert Sumlin
- جانی گیتار واتسن
- Peetie Wheatstraw
- جیمی ویترسپون

#### ۲۰۰۹
- Reverend Gary Davis
- Son Seals
- تاج محل (موسیقی‌دان)
- ایرما توماس

#### ۲۰۱۰
- Lonnie Brooks
- Gus Cannon
- W. C. Handy
- Amos Milburn
- Charlie Musselwhite
- بانی ریت

#### ۲۰۱۱
- Big Maybelle
- رابرت کرای
- جان پ هموند
- آلبرتا هانتر
- Denise LaSalle
- J. B. Lenoir

#### ۲۰۱۲
- بیلی بوی آرنولد
- مایک بلومفیلد
- Buddy Johnson و Ella Johnson
- Lazy Lester
- Furry Lewis
- Matt "Guitar" Murphy
- Frank Stokes
- Allen Toussaint

#### ۲۰۱۳
- اوتیس کلی
- Earl Hooker
- Little Brother Montgomery
- جیمی راجرز
- Jody Williams
- جو لوئیس واکر

#### ۲۰۱۴
- Big Jay McNeely
- Eddie Shaw
- Eddie "Cleanhead" Vinson
- آر ال برن‌ساید
- Robert Pete Williams

#### ۲۰۱۵
- اریک کلپتون
- لیتل ریچارد
- Tommy Brown

#### ۲۰۱۶
- Elvin Bishop
- Eddy Clearwater
- Jimmy Johnson
- جان مایال
- The Memphis Jug Band

#### ۲۰۱۷
- جانی کاپلند
- Henry Gray
- Willie Johnson
- Latimore
- Magic Slim
- ماویس استپل[۱]

#### ۲۰۱۸
- The Aces
- Georgia Tom Dorsey
- Sam Lay
- Mamie Smith
- Roebuck "Pops" Staples

به غیر از اجراکنندگان
- Al Benson[۲]

#### ۲۰۱۹
- کاونت بیسی
- Booker T. & the M.G.'s
- آیدا کاکس
- Pee Wee Crayton
- آرتا فرانکلین

به غیر از اجراکنندگان
- Moe Asch[۳]

#### ۲۰۲۰
- Eddie Boyd
- ویکتوریا اسپیوی
- Billy Branch
- Bettye LaVette
- Syl Johnson
- George "Harmonica" Smith[۴]